# Deutscher Rollenspiele Preis
Der Deutsche Rollenspiele Preis (DRSP) wurde für die Jahre 2000 bis 2005 vergeben und umfasste die größte Publikumsumfrage in der deutschsprachigen Rollenspielszene.

## Verleihung
Die Publikumsumfrage fand bis 2002 unter dem Namen „Archont Award“ einmal im Jahr von Anfang November bis zum Jahresende statt, am Anfang des Folgejahres wurden dann die Gewinner bekannt gegeben. Der Fragebogen ermittelte in achtzehn Rubriken die meistgespielten Spiele, die besten Produkte des Vorjahres, die bekanntesten Personen und beliebtesten Autoren und Künstler der deutschsprachigen Rollenspielszene. Waren es im Jahr 2000 noch 632 Fragebogenteilnehmer, so lag die Teilnehmerzahl zwischen 2003 und 2005 bei jeweils über 2100 Personen. 2000 bis 2004 wurde die Umfrage von Uwe Mundt (Dogio) auf drosi.de durchgeführt. Die Umfrage 2005 wurde auf rollenspiel-index.de von x-zine.de durchgeführt. Das Projekt schlief danach ein.
2004 wurde ein Jury-Preis unabhängig vom Publikumspreis von einer zehnköpfigen Jury mit den drei Rubriken „Produkt des Jahres“, „Person des Jahres“ und „Team des Jahres“ – jeweils bezogen auf die deutschsprachige Rollenspielszene – verliehen. Zur Auswahl standen Produkte aus dem Jahr 2003. Die Jury setzte sich aus Journalisten aus Deutschland, Österreich und der Schweiz zusammen. Der Preis sollte in einem Rhythmus von zwei Jahren ausgelobt werden, 2004 war aber die einzige Verleihung.

## Andere Rollenspielpreise im deutschen Sprachraum
Seit 2014 wird der Deutsche Rollenspielpreis (DRP) verliehen, bei dem eine Jury über die Preisträger entscheidet. Der Preis wird jeweils auf dem NORDCON in Hamburg überreicht.

## Preisträger 2000
| Kategorie                               | Stimmen gesamt | 1. Platz                                    | Stimmen | 2. Platz                                | Stimmen | 3. Platz                                                 | Stimmen |
| --------------------------------------- | -------------- | ------------------------------------------- | ------- | --------------------------------------- | ------- | -------------------------------------------------------- | ------- |
| Meistgespieltes Rollenspiel             | 641            | Das Schwarze Auge                           | 124     | (Advanced) Dungeons & Dragons           | 108     | Midgard - Das Fantasy Rollenspiel                        | 88      |
| Meistgespieltes Tabletop                | 318            | Battletech                                  | 54      | Warhammer Fantasy Battle                | 53      | Diskwars                                                 | 47      |
| Meistgespieltes TCG                     | 273            | Magic: The Gathering / Zusammenkunft        | 148     | Pokemon                                 | 22      | Middle Earth - The Wizards                               | 12      |
| Meistgespieltes Gesellschaftsspiel      | 479            | Siedler von Catan                           | 139     | Roborally                               | 41      | Herr der Ringe                                           | 15      |
| Beliebtestes Grundregelwerk             | 492            | Dungeons & Dragons 3rd Ed. Players Handbook | 87      | Midgard: Das Arkanum                    | 56      | Vampire: Masquerade/Maskerade 3. Ed.                     | 48      |
| Beliebtestes Spielwelt                  | 483            | Aventurien (DSA)                            | 85      | Welt der Dunkelheit / World of Darkness | 71      | Vergessene Reiche / Forgotten Realms                     | 63      |
| Beliebtester Quellenband                | 381            | Das Arkanum (Midgard)                       | 29      | Alba: Für Clan und Krone! (Midgard)     | 22      | Arsenal 2060 (Shadowrun)                                 | 21      |
| Beliebtestes Abenteuer                  | 256            | Brainscan (Shadowrun)                       | 16      | Giovanni Chroniken (Vampire)            | 14      | Phileasson-Saga (DSA)                                    | 13      |
| Rollenspiel-Favorit                     | 1152           | Shadowrun                                   | 181     | (Advanced) Dungeons & Dragons (3)       | 155     | H.P. Lovecrafts Cthulhu                                  | 135     |
| Unbeliebtestes Rollenspielprodukt       | 307            | Myranor - Das Güldenland (DSA)              | 71      | Dungeons & Dragons 3rd Ed.              | 24      | DSA - Das Schwarze Auge                                  | 20      |
| Beliebtester Autor der dtspr. RPG-Szene | 251            | R. A. Salvatore                             | 14      | Thomas Finn                             | 10      | Gerd Hupperich                                           | 9       |
| Beliebteste RPG-Info-Page               | 535            | drosi.de                                    | 122     | adrv.de                                 | 45      | vinsalt.de                                               | 34      |
| Beliebtester RPG-Newsletter             | 184            | Die Trommel                                 | 98      | Fanpro.de                               | 25      | ADRV.de                                                  | 6       |
| Beste RPG-Online-Newcomer               | 111            | Endland.de und Archont.de                   | 10      | midgard-herold.de                       | 8       | myarlathoep.de                                           | 6       |
| Bekannteste Person der dtspr. RPG-Szene | 356            | Dogio the Witch                             | 51      | Gary E. Gygax                           | 22      | Elsa Franke und Ulrich Kiesow und Frank 'Crazy' Werschke | 9       |

Quelle:

## Preisträger 2001
| Kategorie                               | Stimmen gesamt | 1. Platz                                  | Stimmen | 2. Platz                             | Stimmen | 3. Platz                                 | Stimmen |
| --------------------------------------- | -------------- | ----------------------------------------- | ------- | ------------------------------------ | ------- | ---------------------------------------- | ------- |
| Meistgespieltes Rollenspiel             | 1038           | Das Schwarze Auge V3                      | 213     | Shadowrun V3                         | 130     | Midgard - Das Fantasy Rollenspiel V3     | 117     |
| Meistgespieltes Tabletop                | 429            | Battletech                                | 125     | Warhammer Fantasy Battle             | 69      | Warhammer 40.000                         | 46      |
| Meistgespieltes TCG                     | 331            | Magic: The Gathering / Zusammenkunft      | 187     | Vampire: The Eternal Struggle        | 16      | Battletech                               | 14      |
| Meistgespieltes Gesellschaftsspiel      | 758            | Siedler von Catan                         | 171     | Herr der Ringe                       | 51      | Roborally                                | 40      |
| Rollenspiel-Favorit                     | 904            | Das Schwarze Auge                         | 158     | Midgard                              | 120     | (Advanced) Dungeons & Dragons            | 96      |
| Beliebtesten Regelband                  | 678            | D&D3 Players Handbook / Spielerset        | 120     | DSA - Das Schwarze Auge V4           | 102     | Midgard: Das Arkanum                     | 84      |
| Beliebtester Quellenband                | 543            | Deutschland in den Schatten 2 (Shadowrun) | 64      | Forgotten Realms Campaign Set (D&D3) | 41      | Amerika - In Wäldern & Städten (Cthulhu) | 29      |
| Beliebtestes Abenteuer                  | 328            | Zyklus von den zwei Welten (Midgard)      | 51      | Simyala-Trilogie (DSA)               | 34      | Brainscan (Shadowrun)                    | 17      |
| Beliebtester Roman                      | 450            | Scheibenwelt-Romane von Terry Pratchett   | 25      | Vampire: Clansromane                 | 22      | Das zerbrochene Rad von Ulirich Kiesow   | 21      |
| Beliebteste Zeitschrift                 | 465            | E. - Envoyer                              | 78      | Mephisto                             | 64      | Nautilus                                 | 54      |
| Beliebtester Autor der dtspr. RPG-Szene | 251            | Ulrich Kiesow                             | 49      | Gerd Hupperich                       | 37      | Wolfgang Hohlbein                        | 33      |
| Unbeliebtestes Rollenspiel-Produkt      | 419            | Myranor - Das Güldenland                  | 48      | DSA - Das Schwarze Auge V4           | 36      | Dungeons & Dragons 3rd Ed.               | 33      |
| Bekannteste Person der dtspr. RPG-Szene | 550            | Ulrich Kiesow                             | 91      | Uwe 'Dogio' Mundt                    | 62      | Elsa Franke und Jürgen Franke            | 50      |
| Beliebteste Homepage                    | 784            | drosi.de                                  | 116     | fanpro.de                            | 47      | Adelsbrevier                             | 38      |

Quelle:

## Preisträger 2002
| Kategorie                               | Stimmen gesamt | 1. Platz                                           | Stimmen | 2. Platz                                                                                            | Stimmen | 3. Platz                           | Stimmen |
| --------------------------------------- | -------------- | -------------------------------------------------- | ------- | --------------------------------------------------------------------------------------------------- | ------- | ---------------------------------- | ------- |
| Meistgespieltes Rollenspiel             | 1512           | Das Schwarze Auge V3                               | 481     | (Advanced) Dungeons & Dragons                                                                       | 216     | Shadowrun                          | 168     |
| Meistgespieltes Tabletop                | 625            | Warhammer Fantasy Battle                           | 139     | Battletech                                                                                          | 89      | Warhammer 40.000                   | 83      |
| Meistgespieltes TCG                     | 470            | Magic: Die Zusammenkunft                           | 277     | Herr der Ringe                                                                                      | 24      | Middle Earth: The Wizards          | 18      |
| Meistgespieltes Gesellschaftsspiel      | 882            | Siedler von Catan                                  | 223     | Carcassonne                                                                                         | 71      | Herr der Ringe                     | 64      |
| Rollenspiel-Favorit                     | 1256           | Das Schwarze Auge                                  | 410     | Shadowrun                                                                                           | 138     | (Advanced) Dungeons & Dragons      | 125     |
| Beliebtester Regelband                  | 930            | Zauberei & Hexenwerk (DSA)                         | 213     | Schwerter und Helden (DSA)                                                                          | 168     | Midgard: Das Fantasy Rollenspiel 4 | 83      |
| Beliebtester Quellenband                | 500            | Berlin - Im Herzen der großen Stadt (Cthulhu)      | 35      | Chroniken der Engel: Traumsaat                                                                      | 30      | Shadowrun: Das Jahr des Kometen    | 27      |
| Beliebtestes Abenteuer                  | 418            | Die Herren von Chorhop (DSA)                       | 42      | Der Weg nach Vanasfarne (Midgard)                                                                   | 38      | Kreise der Verdammnis (DSA)        | 36      |
| Beliebtester Roman                      | 572            | Westwärts, Geschuppte! (DSA) von Karl-Heinz Witzko | 26      | Greifenopfer (DSA) von Thomas Finn und Engel: Hiobs Botschaft 1/2 von Severin Rast, Oliver Hoffmann | 20      |                                    |         |
| Beliebteste Zeitschrift                 | 619            | Aventurischer Bote                                 | 101     | Envoyer                                                                                             | 79      | Mephisto                           | 67      |
| Beliebtester Autor der dtspr. RPG-Szene | 848            | Ulrich Kiesow                                      | 61      | Karl-Heinz Witzko                                                                                   | 56      | Hadmar von Wieser                  | 51      |
| Unbeliebtestes Rollenspiel-Produkt      | 589            | DSA - Das Schwarze Auge V4                         | 83      | Schwerter & Helden (DSA)                                                                            | 41      | Myranor Produkte                   | 36      |
| Bekannteste Person der dtspr. RPG-Szene | 668            | Thomas Römer                                       | 136     | Uwe 'Dogio' Mundt                                                                                   | 65      | Hadmar von Wieser                  | 41      |
| Beliebteste Homepage                    | 1055           | fanpro.de                                          | 93      | drosi.de                                                                                            | 90      | helden.de/rollenspiel-news.de      | 73      |
| Beliebtester Newsletter                 | 539            | Die Trommel                                        | 221     | FanPro.de                                                                                           | 86      | Adelsbrevier                       | 62      |

Quelle:

## Preisträger 2003
| Kategorie                                   | Stimmen gesamt | 1. Platz                                                                                   | Stimmen | 2. Platz                                                | Stimmen | 3. Platz                             | Stimmen |
| ------------------------------------------- | -------------- | ------------------------------------------------------------------------------------------ | ------- | ------------------------------------------------------- | ------- | ------------------------------------ | ------- |
| Meistgespieltes Rollenspiel                 | 2330           | Das Schwarze Auge                                                                          | 758     | (Advanced) Dungeons & Dragons                           | 306     | Shadowrun                            | 237     |
| Meistgespieltes Tabletop                    | 890            | Warhammer Fantasy Battle                                                                   | 190     | Warhammer 40.000                                        | 121     | BattleTech                           | 116     |
| Meistgespieltes TCG                         | 840            | Magic: The Gathering                                                                       | 508     | Yu-Gi-Oh!                                               | 54      | Vampire: The Eternal Struggle        | 47      |
| Meistgespieltes Gesellschaftsspiel          | 1503           | Siedler von Catan                                                                          | 286     | Carcassonne                                             | 123     | Munchkin - Das Kartenspiel           | 85      |
| Meistgespieltes Computerspiel               | 1788           | Dungeons&Dragons Neverwinter Nights                                                        | 169     | Warcraft                                                | 160     | Gothic                               | 147     |
| Rollenspiel-Favorit                         | 2135           | Das Schwarze Auge                                                                          | 635     | (Advanced) Dungeons & Dragons                           | 209     | Midgard                              | 200     |
| Beliebtester Regelband                      | 1490           | Götter & Dämonen (DSA)                                                                     | 333     | Das Bestiarium (Midgard)                                | 146     | Zauberei & Hexenwerk (DSA)           | 134     |
| Beliebtester Quellenband                    | 1316           | Geographica Aventurica (DSA)                                                               | 198     | Aventurisches Arsenal (DSA)                             | 126     | Vergessene Reiche Kampagnenset (D&D) | 95      |
| Beliebtestes Abenteuer                      | 782            | Schockwellen (Shadowrun)                                                                   | 59      | Berge aus Gold (DSA)                                    | 52      | Herz aus Eis (DSA)                   | 51      |
| Beliebtester Roman                          | 850            | Gezeitenwelt-Zyklus von Bernhard Hennen; Hadmar von Wieser; Thomas Finn; Karl-Heinz Witzko | 61      | Harry Potter 5: Der Orden des Phönix von J. K. Rowlings | 52      | Blaues Licht (DSA) von Daniela Knorr | 39      |
| Beliebteste Zeitschrift                     | 1058           | Cthuloide Welten                                                                           | 179     | Aventurischer Bote                                      | 172     | Mephisto                             | 114     |
| Beliebtestes Zubehör                        | 348            | „DSA Wiege 4“ von Dirk Oz. Ein Programm zur Charaktererstellung für Das Schwarze Auge      | 44      | Fraktionswürfel für Mechwarrior Dark Age                | 9       | Campaign Cartographer 2 Pro          | 8       |
| Beliebtester Autor der dtspr. RPG-Szene     | 1221           | Hadmar von Wieser                                                                          | 90      | Thomas Finn                                             | 85      | Karl-Heinz Witzko                    | 78      |
| Beliebteste Zeichnerin der dtspr. RPG-Szene | 830            | Caryad                                                                                     | 278     | Marko Djurdjevic                                        | 77      | Sabine Weiss                         | 48      |
| Unbeliebtestes Rollenspiel-Produkt          | 205            | DSA - Das Schwarze Auge V4                                                                 | 100     | Dungeons & Dragons Revised Edition 3.5                  | 54      | Herr der Ringe Rollenspiel           | 24      |
| Bekannteste Person der dtspr. RPG-Szene     | 1171           | Thomas Römer                                                                               | 226     | Hadmar Wieser                                           | 111     | Uwe 'Dogio' Mundt                    | 105     |
| Beliebteste Homepage                        | 1665           | drosi.de                                                                                   | 143     | helden.de                                               | 119     | dsa4.de                              | 103     |
| Beliebtester Newsletter                     | 847            | Die Trommel                                                                                | 332     | FanPro.de                                               | 157     | Cthulhu Offiziell                    | 76      |

Quelle:

## Jurypreis 2003
| Kategorie                                   | Sieger |
| ------------------------------------------- | --- |
| Sonderpreis Bestes Produkt, Person und Team | Cthulhu Deutschland-Box, Blutige Kriege und Goldene Jahre, Frank Heller (Redaktionsleitung Cthulhu) und Cthulhu Team (Redaktion, Support & Verlag) |
| Produkt des Jahres                          | Arcane Codex |
| Person des Jahres                           | André Wiesler |
| Team des Jahres                             | Projekt Odyssee |

## Preisträger 2004
| Kategorie                                   | Stimmen gesamt | 1. Platz                                                                                   | Stimmen | 2. Platz                                | Stimmen | 3. Platz                                                                              | Stimmen |
| ------------------------------------------- | -------------- | ------------------------------------------------------------------------------------------ | ------- | --------------------------------------- | ------- | ------------------------------------------------------------------------------------- | ------- |
| Meistgespieltes Rollenspiel                 | 2250           | Das Schwarze Auge                                                                          | 761     | Shadowrun                               | 347     | Dungeons & Dragons                                                                    | 226     |
| Meistgespieltes Tabletop                    | 927            | Warhammer Fantasy Battle                                                                   | 190     | Warhammer 40.000                        | 182     | BattleTech                                                                            | 91      |
| Meistgespieltes TCG                         | 854            | Magic: The Gathering                                                                       | 452     | Legend of the Five Rings                | 57      | Warlord: Saga of the Storm                                                            | 51      |
| Meistgespieltes Gesellschaftsspiel          | 1542           | Munchkin - Das Kartenspiel                                                                 | 318     | Siedler von Catan                       | 207     | Carcassonne                                                                           | 80      |
| Meistgespieltes Computerspiel               | 1724           | Dungeons&Dragons Neverwinter Nights                                                        | 120     | Warcraft                                | 103     | Diablo                                                                                | 90      |
| Rollenspiel-Favorit                         | 2089           | Das Schwarze Auge                                                                          | 657     | Shadowrun                               | 296     | Cthulhu                                                                               | 163     |
| Beliebtester Regelband                      | 1122           | Zoo Botanica Aventurica (DSA)                                                              | 164     | Degenesis RPG                           | 135     | Götter & Dämonen (DSA)                                                                | 132     |
| Beliebtester Quellenband                    | 544            | Unter dem Westwind (DSA)                                                                   | 57      | In den Dschungeln Meridianas (DSA)      | 52      | Europa in den Schatten (Shadowrun)                                                    | 45      |
| Beliebtestes Abenteuer                      | 766            | Schlacht in den Wolken (DSA)                                                               | 200     | Rückkehr der Finsternis (DSA)           | 131     | Horror im Orientexpress (Call of Cthulhu)                                             | 53      |
| Beliebtester Roman                          | 763            | Gezeitenwelt-Zyklus von Bernhard Hennen; Hadmar von Wieser; Thomas Finn; Karl-Heinz Witzko | 89      | Shadowrun: Sturmvogel von Markus Heitz  | 31      | Die Zwerge von Markus Heitz                                                           | 28      |
| Beliebteste Zeitschrift                     | 864            | Aventurischer Bote                                                                         | 177     | Cthulhoide Welten                       | 143     | Mephisto                                                                              | 94      |
| Beliebtestes Zubehör                        | 334            | Würfel                                                                                     | 92      | DSA 4: Meisterschirm                    | 31      | „DSA Wiege 4“ von Dirk Oz. Ein Programm zur Charaktererstellung für Das Schwarze Auge | 13      |
| Beliebtester Autor der dtspr. RPG-Szene     | 1144           | Anton Weste                                                                                | 107     | Thomas Finn                             | 102     | Hadmar von Wieser                                                                     | 83      |
| Beliebteste Zeichnerin der dtspr. RPG-Szene | 871            | Caryad                                                                                     | 298     | Marko Djurdjevic                        | 136     | Sabine Weiss                                                                          | 44      |
| Unbeliebtestes Rollenspiel-Produkt          | 419            | Vampire: Requiem                                                                           | 32      | Dungeons & Dragons Spieler Handbuch 3.5 | 29      | World of Darkness 2.0                                                                 | 25      |
| Bekannteste Person der dtspr. RPG-Szene     | 1038           | Thomas Römer                                                                               | 212     | Hadmar Wieser                           | 121     | Frank Heller                                                                          | 97      |
| Beliebteste Homepage                        | 1523           | alveran.org                                                                                | 202     | drosi.de                                | 120     | fanpro.de                                                                             | 113     |
| Beliebtester Newsletter                     | 746            | Die Trommel                                                                                | 243     | FanPro.de                               | 156     | Cthulhu Offiziell                                                                     | 81      |

Quelle:

## Preisträger 2005
Die Preisträger 2005 lassen sich nicht mehr ermitteln, der Anbieter rollenspiel-index.de ist mittlerweile offline.